# Простодушный
«Простоду́шный» (L’Ingénu) — философская повесть Вольтера, опубликованная в Лозанне в 1767 году и через 8 лет переведённая на русский язык. Описывает злоключения руссоистского «естественного человека» в клерикально-абсолютистской Франции старого порядка.

## Сюжет
К берегам Бретани причаливает корабль, который везёт из Канады неиспорченное «дитя природы» — француза, после смерти родителей воспитанного индейцами-гуронами. Он попадает в дом своего дяди-приора, где первым делом знакомится со Священным Писанием. Когда заходит вопрос о крещении, Гурон не может поверить, что мода на крещение изменилась и что креститься в реке, как во времена Иисуса, теперь не принято.
В отличие от других повестей Вольтера, движущей силой сюжета в повести становится романтическая интрига — любовь Гурона к его крёстной матери Сент-Ив. Согласно церковным обычаям разрешить брак с крёстной матерью вправе только папа римский, проживающий за сотни лье от Франции и говорящий на иностранном языке. Влюблённый Гурон не может понять этого, равно как и найти запрета на такой брак в Библии. В расчёте на своё «естественное право» он вламывается в комнату девушки и пытается сделать её своею. Родственники Сент-Ив, подобрав девушке богатого жениха, отправляют её в монастырь.
Тем временем Гурон, отважно отбив нападение на город английской эскадры, высказывает желание поступить на военную службу. Вместо награды за храбрость чиновники предлагают ему купить чин лейтенанта. Разочаровавшись в провинциальных нравах, Гурон принимает решение ехать в Версаль и добиваться аудиенции у короля Людовика XIV. По дороге в столицу он видит оставляемые жителями города — после отмены Нантского эдикта толпы гугенотов вынуждены покидать пределы Франции. Гурон не может взять в толк, почему величайший монарх Европы в угоду крохотному Ватикану лишает себя сотен тысяч лояльных подданных.
Так и не добившись аудиенции у короля, Простодушный по наветам чиновников оказывается в Бастилии. Его сокамерник Гордон — благородный и мудрый янсенист. Во время долгих бесед он помогает Гурону понять устройство французского общества. Простодушный, в свою очередь, убеждает Гордона, что тот обрёк себя на несчастье из-за пустяков, каковыми являются схоластические бредни сектантства.
Чтобы вызволить любимого из темницы, Сент-Ив является в Париж. Неиспорченная провинциалка, подобно Гурону, приходит в ужас от царящего там развращения нравов. Всемогущий помощник министра соглашается помочь девушке при условии, что она проведёт с ним ночь любви. В результате Гурон выходит на свободу, но Сент-Ив умирает на его руках от раскаяния в греховном поступке.

## Жанр
«Простодушный» стоит несколько особняком среди философско-сатирических повестей Вольтера (contes philosophiques). Обычная для его произведений тональность гневного сарказма здесь разбавлена лирической стихией. По сравнению с «Кандидом» главные герои более психологически достоверны; своей незащищённостью они вызывают сопереживание читателя. Это «уже не условные марионетки, легко сносящие любые удары… но персонажи с ёмкими человеческими характерами, подлинно (а не комично, не гротескно) страдающие». По сути, «Простодушный» — гибрид философской повести с романом воспитания.

## Адаптации
- Через год после публикации повести она была превращена в комическую оперу Гретри (либретто Мармонтеля).
- Экранизирована дважды — во Франции в 1975 году и в России в 1994 году.